# Vrapce
Pour les articles homonymes, voir Vrapce (homonymie).
Vrapce (en serbe cyrillique : Врапце) est un village de Serbie situé dans la municipalité de Medveđa, district de Jablanica. Au recensement de 2011, il comptait 46 habitants.

## Démographie
| 1948 | 1953 | 1961 | 1971 | 1981 | 1991 | 2002 | 2011 |
| ---- | ---- | ---- | ---- | ---- | ---- | ---- | ---- |
| 354  | 385  | 328  | 225  | 133  | 69   | 45   | 46   |

|  |